# Agitando
Agitando, también conocido como Agitando una más, fue un programa de televisión uruguayo de música y entretenimientos emitido por Canal 4 y producido por UnPub.

## Programa
El programa fue estrenado el 15 de agosto de 2009 con el nombre de Agitando una más..., y con la conducción del periodista y comunicador Omar Gutiérrez.
El conductor solo estuvo unos meses debido a su pase a Canal 10 al programa Hola vecinos, por lo que es reemplazado desde el 2010 por el comunicador y profesor Eduardo "Colo" Gianarelli.
Mezclaba música, entretenimiento, invitados y ocasionalmente concursos en los cuales participaban jóvenes para ganar un viaje de egresados. Cada emisión era con público en el estudio, exceptuando en el 2020 debido a la Pandemia por COVID-19.
Desde el año 2014 se realizó Año Nuevo en vivo, un programa especial de Agitando con música e invitados especiales celebrando la llegada de un nuevo año.
Debido a que el canal "apuesta a nuevos contenidos" el 31 de julio de 2021 el programa es finalizado, contando así con 12 temporadas.

## Equipo
- Omar Gutiérrez (2009 - 2010).
- Eduardo "Colo" Gianarelli (2010 - 2021).
- Cinthya Durán (2010 - 2015).
- Matías Rosende (2011 - 2013).
- Analaura Barreto (2013 - 2021).
- Pablo Magno (2015 - 2021).

## Premios y nominaciones
| Año  | Premio            | Categoría                    | Destinatario | Resultado | Ref.   |
| ---- | ----------------- | ---------------------------- | ------------ | --------- | ------ |
| 2013 | Premios Iris 2013 | Programa de entretenimientos | Agitando     | Nominados | [ 15 ] |
| 2014 | Premios Iris 2014 | Programa de entretenimientos | Agitando     | Nominados | [ 16 ] |
| 2017 | Premios Iris 2017 | Programa de entretenimientos | Agitando     | Nominados | [ 17 ] |
| 2018 | Premios Iris 2018 | Programa de entretenimientos | Agitando     | Ganadores | [ 18 ] |